# Van der Renne

Wapen van de familie van der Renne

Van der Renne was de naam van een Nederlands adellijke familie.
Jan Karel Hendrik ridder van der Renne kocht in 1821 het Kasteel Daelenbroeck in Herkenbosch, ten zuidoosten van de stad Roermond. Het kasteel is van 1821 tot 1972 in bezit geweest van nakomelingen van Jan Karel Hendrik. Zijn achterkleindochter, jonkvrouw Maria Rosalie Hubertine Catharina van der Renne van Daelenbroeck, getrouwd met Marie Josèph Ghislain baron Gillès de Pélichy, verkocht het bezit in 1972.
Een andere vrouwelijke telg jonkvrouw Cécile van der Renne de Daelenbroeck (1878-1949), trouwde met de Belgische ridder Stanislas Emmanuel van Outryve d'Ydewalle (1871-1959). Hij liet in 1904 het kasteel Tudor in de buurt van Brugge bouwen, volgens eigen plannen, naar Engelse voorbeelden en met de hulp van de Belgische baron en historicus Joseph Kervyn de Lettenhove.
In 1817 werd de familie erkend in de Nederlandse adel en de mannelijke leden van de familie verkregen de titel van ridder.
Alewijn † ·
Du Bus † ·
De Bye ·
Van de Vivere · 
Van der Heim † ·
Huyssen van Kattendijke ·
Van Lockhorst † ·
De Maurissens † ·
Pauw † ·
De Plevits † ·
Van Rappard · 
Van der Renne † ·
Van Rosenthal ·
De van der Schueren ·
De Stuers ·
De Thier ·
De Warzée d'Hermalle † ·
Van Westreenen van Tiellandt † 

Geslachten die tot de adel van het Koninkrijk der Nederlanden behoren of hebben behoord. Lijst volgens opgave van de Hoge Raad van Adel. †: Geslacht uitgestorven of titel vervallen.